# Jiřina Parmová
Jiřina Parmová (17. června 1892 Kutná Hora – 7. prosince 1975 Praha) byla česká spisovatelka a redaktorka.

## Životopis
Některé zdroje uvádějí chybně rok narození 1894. Rodiče Jiřiny Parmové byli Josef Weinlich (1852/1853), skladník severozápadní dráhy v Kolíně, a Anna Weinlichová-Levičová-Štolbová (2. 9. 1853), svatbu měli 14. 9. 1878). Měla bratra Ferdinanda Weinlicha. Její první manžel byl Jan Jeřábek (1. 6. 1885), vzali se 28. 9. 1911. Podruhé se vdala za Jiřího Otu Parmu (26. 11. 1889 Šoproň), básníka a spisovatele. Měla s ním dva syny Jana Parmu a Borise Parmu.
Jiřina Parmová vystoupila z církve katolické roku 1922. Svou spisovatelskou dráhu začala příspěvky do Bratislavského deníku (1923). V Praze XIX Dejvicích bydlela na adrese Velvarská 4.

## Dílo

### Příspěvky do periodik
Byla redaktorkou Lípy a Telegrafu, přispívala i do dalších novin a časopisů – Moravsko-slezského deníku, Jasu, Národní politiky, Pražského illustrovaného zpravodaje aj. svými romány, povídkami, články a fejetony.

### Próza
- Píseň lásky – 1930
- Dobrodružství zajíčka Ouška – 1931
- Dívčí svět – 1933
- Jarka mezi černochy a Jirka mezi indiány – obrázky od Rudolfa Adámka; Praha: Kruh, 1935
- To byl český muzikant: František Kmoch – Praha: Gustav Petrů, 1940
- Království pod lipou – ilustrovala I. Lebedová; barevné obrázky a obálka od A. L. Salače; Praha: Josef Rebec, 1941
- A neuveď nás v pokušení román – Praha: Slovanské nakladatelství Josef Elstner, 1942
- Bloudění dívčí román – Praha: Jan Svátek, 1943
- Sami dva román – Praha: Josef Elstner, 1943
- Bloudění v kruhu – Praha: Jan Svátek, 1944
- Rodné město – román, kresby a obálka: arch. Jaroslav Weiss; Praha: Jan Svátek, 1946
- Včeličky, Království pod lipou – ilustroval Milan Janáček; vazba a graf. úprava Roman Karpaš; Litvínov: Dialog, 1991